# Acer reticulatum
Acer reticulatum é uma espécie de árvore do gênero Acer, pertencente à família Aceraceae.